# Корневое давление
Корнево́е давле́ние — давление в проводящих сосудах корней растений, в основе которого лежит явление осмоса (процесса односторонней диффузии через полупроницаемую мембрану): клетки корня выделяют минеральные и органические вещества в сосуды, что создаёт более высокое давление, чем в почвенном растворе. Корневое давление вызывает поднятие пасоки (воды и растворённых в ней питательных веществ) вверх по стеблю растения. Достигает 1-3, до 10, ат; сила зависит от наличия кислорода и температуры, вследствие чего максимум давления наблюдается днём и минимум — ночью.